# Юань Сикунь
Юань Сикунь (Yuan Xikun) (род. 28 июня 1944 года, Куньмин, Китайская республика) — современный китайский живописец, график, скульптор, эколог, философ, коллекционер, советник Китайского общества скульпторов. Почëтный член Российской академии художеств (РАХ) (2006 г.).
Юань Сикунь — постоянный член Всекитайского комитета Народного политического консультативного совета Китая, директор Пекинского художественного музея «Цзиньтай».

## Творчество и другая деятельность
Автор более 150 портретов и более 50 скульптурных изображений известных политических деятелей и других знаменитостей, таких как китайский реформатор Дэн Сяопина, российский писатель Лев Толстой, экс-президент США Билл Клинтон, Генеральный секретарь ООН Кофи Аннан, Че Гевара и других.
Автор памятников:
- Цзяньчжэну у Министерства иностранных дел (2008)
- Хуану Антонио Самаранчу у Международного Олимпийского комитета (2006).
- Низами Гянджеви в Пекине, в парке Чаойан (2012)[3] (подробнее см. статью «Памятник Низами Гянджеви (Пекин)»).

Кроме того, постоянная тема в творчестве художника — изображение животных в природе: слонов, белых медведей, львов, любимых им тигров. 

Миссия художников, рисующих животных, — помочь людям открыть для себя истинную красоту животного мира и почувствовать связь между человеком и природой— Юань Сикунь, китайский художник
Юань Сикунь — заслуженный скульптор, создавший крупнейшее в мире изваяние тигра — оно называется «Святой покровитель леса» и составляет 21 метр в ширину и 12 метров в высоту.
На Международном форуме по проблемам сохранения тигров в Мариинском дворце в Санкт-Петербурге целый стенд был отведен творчеству известного китайского художника Юань Сикуня . Его картины есть уже у глав многих государств.
Им написана книга «Как рисовать животных» и ряд публикаций, среди которых «От художника к дипломату культуры» (2002) и «Искусство и современная дипломатия» (2009).
Защитник окружающей среды и борец за благополучие диких животных. Инициатор программ ЮНЕП
- «Trophy of the Champion of the Earth» (2010)
- «Urgency of Polar Region» (2009),
- «World Wildlife Fund — Tiger & Forest» (2010)

Благотворитель: в 2010 году пожертвовал пострадавшим от пожаров россиянам 100 тысяч юаней (около 450 тысяч рублей).

## Награды и звания
- Орден Дружбы (14 марта 2024 года, Россия) — за большой вклад в укрепление культурно-гуманитарного сотрудничества между народами России и Китая[4].
- Орден «За заслуги» III степени (6 августа 2008 года, Украина) — за весомый личный вклад в развитие украинско-китайских отношений в гуманитарной сфере[5].
- Орден Почёта (11 ноября 2003 года, Белоруссия) — за большой личный вклад в развитие белорусско-китайских культурных связей, активную пропаганду белорусской культуры в Китайской Народной Республике[6].
- Орден «Дружба» (5 февраля 2021 года, Азербайджан) — за заслуги в развитии культурных связей между Азербайджанской Республикой и Китайской Народной Республикой[7].
- Медаль «25 лет независимости Республики Казахстан» (2019 год, Казахстан)[8].
- Кавалер ордена Заслуг перед Республикой Польша (19 декабря 2007 года, Польша) — за выдающийся вклад в популяризацию польской культуры и искусства[9].
- Орден Франсиско Миранды 1 класса (2021 год, Венесуэла)[10].
- Медаль Восточной Республики Уругвай (7 октября 2016 года, Уругвай)[11][12].
- Медаль «Памяти героев Отечества» (2021 год, Министерство обороны Российской Федерации)[13]
- Почётная грамота Министра культуры и спорта Республики Казахстан (2015 год) — за особый вклад в развитие казахстанско-китайского культурно-гуманитарного сотрудничества[14].
- Top Philanthropist & Cultural Award (2006).
- UNEP Patron for the Arts Environment (2010).
- Почётная медаль «May Day Labor Honor Medal» (2011)
- Посол Национального культурного фестиваля (2011).